# Rhynchospiza
Rhynchospiza là một chi chim trong họ Emberizidae.